# Apamea rorulenta
Apamea rorulenta är en fjärilsart som beskrevs av Smith 1904. Apamea rorulenta ingår i släktet Apamea och familjen nattflyn. Inga underarter finns listade i Catalogue of Life.